# Piz Darlux
Piz Darlux är en bergstopp i Schweiz.   Den ligger i regionen Albula och kantonen Graubünden, i den östra delen av landet, 180 km öster om huvudstaden Bern. Toppen på Piz Darlux är 2 642 meter över havet, eller 57 meter över den omgivande terrängen. Bredden vid basen är 0,56 km.
Terrängen runt Piz Darlux är bergig. Närmaste större samhälle är St. Moritz, 14,2 km söder om Piz Darlux. 
Trakten runt Piz Darlux består i huvudsak av gräsmarker. Runt Piz Darlux är det glesbefolkat, med 14 invånare per kvadratkilometer.